# Vyšėjšaja Liha 2022
La Vyšėjšaja Liha 2022 è stata la trentaduesima edizione della massima divisione del campionato bielorusso di calcio. È iniziata il 18 marzo 2022 e terminata il 12 novembre successivo.
Lo Šachcër Salihorsk era la squadra campione in carica che si era confermata campione anche in questa stagione per la terza volta consecutiva, la quarta in totale della sua storia. Il titolo è stato successivamente revocato poiché lo Šachcër Salihorsk è stato ritenuto colpevole di combine.

## Stagione

### Novità
Dalla Vyšėjšaja Liha 2021 è retrocesso in Peršaja Liha lo Smarhon', mentre lo Spadarožnik Rėčica si è ritirato nel corso della stagione. Dalla Peršaja Liha sono stati promossi in Vyšėjšaja Liha l'Arsenal Dzjaržynsk e il Belšyna, rispettivamente vincitore e secondo classificato.
Prima dell'inizio del campionato, il Ruch Brėst annuncia il ritiro dopo due stagioni di massima serie per motivi finanziari, causati dalle sanzioni internazionali dovute all'invasione russa dell'Ucraina, ripartendo dalla Druhaja Liha. Al suo posto è stato ripescato il Dnjapro Mahilëŭ.

### Formula
Le 16 squadre partecipanti si affrontano in un girone all'italiana con partite di andata e ritorno per un totale di 30 giornate. La squadra prima classificata è dichiarata campione di Bielorussia e viene ammessa alla UEFA Champions League 2023-2024 partendo dal primo turno di qualificazione. Le squadre classificate al secondo e la squadra vincitrice della coppa nazionale vengono ammesse al secondo turno di qualificazione della UEFA Europa Conference League 2023-2024, la terza classificata al primo turno di qualificazione. Le ultime due classificate sono retrocesse in Peršaja Liha, mentre la terzultima affronta la terza classificata in Peršaja Liha in uno spareggio promozione/retrocessione.

## Squadre partecipanti
| Club                | Stagione | Città         | Stadio                       | Stagione precedente         |
| ------------------- | -------- | ------------- | ---------------------------- | --------------------------- |
| Arsenal Dzjaržynsk  |          | Dzjaržynsk    | Stadio di Haradzeja          | 1º posto in Peršaja Liha    |
| BATĖ Borisov        | dettagli | Barysaŭ       | Barysaŭ-Arėna                | 2º posto in Vyšėjšaja Liha  |
| Belšyna             |          | Babrujsk      | Stadio Spartak               | 2º posto in Peršaja Liha    |
| Dinamo Brėst        |          | Brėst         | OSK Brestskiy                | 6º posto in Vyšėjšaja Liha  |
| Dinamo Minsk        |          | Minsk         | Stadio Dinamo                | 3º posto in Vyšėjšaja Liha  |
| Dnjapro Mahilëŭ     |          | Mahilëŭ       | Stadio Spartak               | 5º posto in Peršaja Liha    |
| Ėnerhetyk-BDU Minsk |          | Minsk         | Stadio BDU                   | 12º posto in Vyšėjšaja Liha |
| Homel'              |          | Homel'        | Stadio Centrale              | 4º posto in Vyšėjšaja Liha  |
| Islač               |          | Raën di Minsk | Stadio Haradzki (Maladzečna) | 11º posto in Vyšėjšaja Liha |
| Minsk               |          | Minsk         | Stadio FK Minsk              | 13º posto in Vyšėjšaja Liha |
| Nëman               |          | Hrodna        | Stadio Nëman                 | 10º posto in Vyšėjšaja Liha |
| Šachcër Salihorsk   |          | Salihorsk     | Stadio Stroitel              | 1º posto in Vyšėjšaja Liha  |
| Slavija-Mazyr       |          | Mazyr         | Stadio Junatsva              | 14º posto in Vyšėjšaja Liha |
| Sluck               |          | Sluck         | Stadio Haradzki              | 9º posto in Vyšėjšaja Liha  |
| Tarpeda-BelAZ       |          | Žodzina       | Stadio Tarpeda               | 8º posto in Vyšėjšaja Liha  |
| Vicebsk             |          | Vicebsk       | Vitebsky CSK                 | 7º posto in Vyšėjšaja Liha  |

## Classifica finale
|       | Pos. | Squadra             | Pt | G  | V  | N  | P  | GF | GS | DR  |
| ----- | ---- | ------------------- | -- | -- | -- | -- | -- | -- | -- | --- |
| [ 4 ] | 1.   | Šachcër Salihorsk   | 65 | 30 | 20 | 5  | 5  | 55 | 17 | +38 |
| [ 5 ] | 2.   | Ėnerhetyk-BDU Minsk | 60 | 30 | 18 | 6  | 6  | 50 | 27 | +23 |
|       | 3.   | BATĖ Borisov        | 59 | 30 | 16 | 11 | 3  | 51 | 21 | +30 |
|       | 4.   | Dinamo Minsk        | 59 | 30 | 16 | 11 | 3  | 50 | 25 | +25 |
|       | 5.   | Islač               | 54 | 30 | 16 | 6  | 8  | 51 | 33 | +18 |
|       | 6.   | Minsk               | 44 | 30 | 12 | 8  | 10 | 47 | 43 | +4  |
|       | 7.   | Homel'              | 43 | 30 | 12 | 7  | 11 | 36 | 37 | -1  |
|       | 8.   | Tarpeda-BelAZ       | 43 | 30 | 11 | 10 | 9  | 35 | 32 | +3  |
|       | 9.   | Nëman               | 40 | 30 | 9  | 13 | 8  | 39 | 36 | +3  |
|       | 10.  | Slavija-Mazyr       | 37 | 30 | 10 | 7  | 13 | 42 | 46 | -4  |
|       | 11.  | Sluck               | 32 | 30 | 7  | 11 | 12 | 26 | 41 | -15 |
|       | 12.  | Belšyna             | 30 | 30 | 6  | 12 | 12 | 37 | 50 | -13 |
|       | 13.  | Dinamo Brėst        | 27 | 30 | 5  | 12 | 13 | 29 | 43 | -14 |
|       | 14.  | Arsenal Dzjaržynsk  | 23 | 30 | 5  | 8  | 17 | 18 | 42 | -24 |
|       | 15.  | Vicebsk             | 22 | 30 | 4  | 10 | 16 | 28 | 49 | -21 |
|       | 16.  | Dnjapro Mahilëŭ     | 12 | 30 | 3  | 3  | 24 | 21 | 73 | -52 |

Legenda:
      Ammessa alla UEFA Champions League 2023-2024.
      Ammesse alla UEFA Europa Conference League 2023-2024.
 Ammessa allo spareggio promozione-retrocessione.
      Retrocessa in Peršaja Liha 2023.
Note:
Tre punti a vittoria, uno a pareggio, zero a sconfitta.
La classifica viene stilata secondo i seguenti criteri:
- Punti conquistati
- Punti conquistati negli scontri diretti
- Partite vinte negli scontri diretti
- Differenza reti negli scontri diretti
- Reti realizzate negli scontri diretti
- Differenza reti generale
- Partite vinte
- Reti totali realizzate
- Sorteggio

## Risultati
|                     | ADz  | BAT  | Bel  | DiB  | DiM  | DMa  | Ėne  | Hom  | Isl  | Min  | Nëm  | Šac  | Sla  | Slu  | Tar  | Vic  |
| ------------------- | ---- | ---- | ---- | ---- | ---- | ---- | ---- | ---- | ---- | ---- | ---- | ---- | ---- | ---- | ---- | ---- |
| Arsenal Dzjaržynsk  | –––– | 0-2  | 0-0  | 0-2  | 0-1  | 1-0  | 0-2  | 1-2  | 1-3  | 0-0  | 1-1  | 1-2  | 3-2  | 1-1  | 1-2  | 0-0  |
| BATĖ Borisov        | 1-2  | –––– | 2-2  | 4-1  | 0-0  | 2-1  | 1-1  | 2-1  | 0-1  | 3-2  | 2-1  | 0-2  | 4-0  | 4-0  | 1-1  | 2-1  |
| Belšyna             | 1-0  | 0-3  | –––– | 2-2  | 0-0  | 0-0  | 0-1  | 2-3  | 2-1  | 2-2  | 1-0  | 1-2  | 1-4  | 0-2  | 1-3  | 2-2  |
| Dinamo Brest        | 0-0  | 0-3  | 1-1  | –––– | 1-3  | 4-0  | 1-2  | 1-1  | 2-2  | 3-1  | 0-0  | 1-1  | 1-3  | 0-0  | 0-1  | 4-4  |
| Dinamo Minsk        | 1-1  | 2-2  | 0-0  | 0-0  | –––– | 4-0  | 1-4  | 3-0  | 1-2  | 3-1  | 2-0  | 1-0  | 0-0  | 1-1  | 2-2  | 2-1  |
| Dnjapro Mahilëŭ     | 0-1  | 0-3  | 4-3  | 2-0  | 0-2  | –––– | 0-2  | 0-4  | 0-2  | 2-4  | 1-3  | 0-7  | 1-3  | 1-2  | 0-1  | 2-1  |
| Ėnerhetyk-BDU Minsk | 0-1  | 0-2  | 3-1  | 0-0  | 1-3  | 1-1  | –––– | 0-0  | 1-2  | 2-0  | 2-1  | 0-1  | 5-0  | 1-1  | 3-1  | 3-1  |
| Homel'              | 4-1  | 0-1  | 0-3  | 1-0  | 0-1  | 3-1  | 1-2  | –––– | 3-1  | 0-3  | 3-0  | 0-3  | 0-2  | 1-0  | 1-0  | 1-0  |
| Islač               | 2-1  | 0-0  | 2-0  | 1-2  | 2-2  | 3-2  | 2-3  | 1-1  | –––– | 2-0  | 1-1  | 1-1  | 0-2  | 1-2  | 3-0  | 2-0  |
| Minsk               | 2-0  | 2-2  | 2-4  | 2-0  | 0-1  | 1-0  | 0-0  | 1-1  | 1-5  | –––– | 3-2  | 1-0  | 5-0  | 1-0  | 1-0  | 2-0  |
| Nëman               | 2-0  | 0-0  | 2-2  | 2-1  | 2-3  | 2-0  | 1-4  | 3-0  | 1-0  | 1-1  | –––– | 1-1  | 2-0  | 1-0  | 2-0  | 1-1  |
| Šachcër Salihorsk   | 3-0  | 0-1  | 4-1  | 2-0  | 1-0  | 4-0  | 0-1  | 1-0  | 1-0  | 2-1  | 2-2  | –––– | 1-1  | 0-1  | 0-1  | 2-0  |
| Slavija-Mazyr       | 1-1  | 0-3  | 2-0  | 3-1  | 1-2  | 5-0  | 0-1  | 0-1  | 0-1  | 4-2  | 1-1  | 1-3  | –––– | 1-1  | 2-2  | 0-2  |
| Sluck               | 1-0  | 0-0  | 0-0  | 2-0  | 0-5  | 2-2  | 1-2  | 2-2  | 2-4  | 2-4  | 0-0  | 0-1  | 1-0  | –––– | 1-1  | 0-2  |
| Tarpeda-BelAZ       | 1-0  | 0-0  | 1-3  | 0-0  | 3-4  | 1-0  | 4-0  | 1-1  | 0-1  | 1-1  | 2-2  | 0-1  | 1-1  | 3-0  | –––– | 1-0  |
| Vicebsk             | 3-0  | 1-1  | 2-2  | 0-1  | 0-0  | 2-1  | 0-3  | 1-1  | 1-3  | 1-1  | 2-2  | 0-5  | 0-3  | 0-1  | 0-1  | –––– |

## Spareggio Promozione-Retrocessione
Allo spareggio salvezza viene ammessa la quattordicesima classificata in Vyšėjšaja Liha e la terza classificata in Peršaja Liha. Poiché la terza classificata (Šachcër Salihorsk-2) è la seconda squadra di una formazione già militante nella Vyšėjšaja Liha, allo spareggio è stata ammessa la quarta classificata (ML Rahačoŭ).
|                    | Risultati |                    | Luogo e data                |
| ------------------ | --------- | ------------------ | --------------------------- |
| Arsenal Dzjaržynsk | 3 - 2     | Makslajn           | Haradzeja, 16 novembre 2022 |
| Makslajn           | 3 - 1     | Arsenal Dzjaržynsk | Rahačoŭ, 20 novembre 2022   |
|                    |           |                    |                             |

## Statistiche

### Capoliste solitarie
|    | —— | ——           | ——           | ——           | ——           | ——           | ——           | ——           | ——           | ——  | ——   | ——   | ——   | ——   | ——  | ——      | ——      | ——      | ——      | ——      | ——  | ——  | ——      | ——      | ——      | ——      | ——      | ——      | ——      | —— |  |
|    |    | BATĖ Borisov | BATĖ Borisov | BATĖ Borisov | BATĖ Borisov | BATĖ Borisov | BATĖ Borisov | BATĖ Borisov | BATĖ Borisov | Ėne | BATĖ | BATĖ | BATĖ | BATĖ | Ėne | Šachcër | Šachcër | Šachcër | Šachcër | Šachcër | Ėne | Ėne | Šachcër | Šachcër | Šachcër | Šachcër | Šachcër | Šachcër | Šachcër |    |  |
|    |    |              |              |              |              |              |              |              |              |     |      |      |      |      |     |         |         |         |         |         |     |     |         |         |         |         |         |         |         |    |  |
|    |    |              |              |              |              |              |              |              |              |     |      |      |      |      |     |         |         |         |         |         |     |     |         |         |         |         |         |         |         |    |  |
| 1ª | 2ª | 3ª           | 4ª           | 5ª           | 6ª           | 7ª           | 8ª           | 9ª           | 10ª          | 11ª | 12ª  | 13ª  | 14ª  | 15ª  | 16ª | 17ª     | 18ª     | 19ª     | 20ª     | 21ª     | 22ª | 23ª | 24ª     | 25ª     | 26ª     | 27ª     | 28ª     | 29ª     | 30ª     |    |  |

### Classifica marcatori
| Gol |  |  | Giocatore             | Squadra             |
| --- |  |  | --------------------- | ------------------- |
| 26  |  |  | Bobir Abdixoliqov     | Ėnerhetyk-BDU Minsk |
| 21  |  |  | Uladzimir Chvaščynski | Minsk               |
| 11  |  |  | Ivan Bachar           | Dinamo Minsk        |
| 10  |  |  | Stanislaŭ Drahun      | BATĖ Borisov        |
| 10  |  |  | Daniel Sosah          | Islač               |
| 10  |  |  | Hleb Žėrdzeŭ          | Slavija-Mazyr       |
| 9   |  |  | Pavel Savicki         | Nëman               |
| 9   |  |  | Maksim Skavyš         | Šachcër Salihorsk   |
| 9   |  |  | Il'ja Vasil'ev        | Belšyna             |